# Rhaucus
Genre
Synonymes
- Metarhaucus Pickard-Cambridge, 1905
- Neorhaucus Pickard-Cambridge, 1905
- Pararhaucus Pickard-Cambridge, 1905
- Megarhaucus Mello-Leitão, 1941

Rhaucus est un genre d'opilions laniatores de la famille des Cosmetidae.

## Distribution
Les espèces de ce genre se rencontrent en Amérique du Sud et en Amérique centrale,.

## Liste des espèces
Selon World Catalogue of Opiliones (04/03/2025) :
- Rhaucus artifex Pinzón-Morales & Pinto-da-Rocha, 2024
- Rhaucus florezi García & Kury, 2017
- Rhaucus gaiterus Pinzón-Morales & Pinto-da-Rocha, 2024
- Rhaucus marmoratus (Roewer, 1912)
- Rhaucus papilionaceus (Simon, 1879)
- Rhaucus quinquelineatus Simon, 1879
- Rhaucus robustus (Mello-Leitão, 1941)
- Rhaucus serratus (Roewer, 1912)
- Rhaucus serripes (Simon, 1879)
- Rhaucus trilineatus Sørensen, 1932
- Rhaucus vulneratus Simon, 1879

## Publication originale
- Simon, 1879 : « Essai d'une classification des Opiliones Mecostethi. Remarques synonymiques et descriptions d'espèces nouvelles. Première partie. » Annales de la Société Entomologique de Belgique, vol. 22, p. 183–241 (texte intégral).